# Gheorghe Mulțescu
Gheorghe Mulțescu (Botoroaga, 13 de noviembre de 1951-15 de septiembre de 2024) fue un futbolista y entrenador de fútbol rumano que jugó en la posición de centrocampista.

## Carrera

### Club
| Periodo   | Club                |
| --------- | ------------------- |
| 1971-1979 | CS Jiul Petroșani   |
| 1979-1985 | FC Dinamo București |
| 1985–1987 | CS Jiul Petroșani   |
| 1987      | CSM Suceava         |
| 1988      | Autobuzul București |
| 1988–1989 | FC UTA Arad         |
| 1989      | FC Rapid București  |
| 1991–1992 | Poiana Câmpina      |

### Selección nacional
Jugó para Rumania en 16 ocasiones de 1974 a 1983 y anotó tres goles, haciendo su debut el 25 de septiembre de 1974 convocado por el entrenador Valentin Stănescu en un empate 0–0 en un partido amistoso ante Bulgaria. Jugó en las eliminatorias hacia la Eurocopa 1980 y Eurocopa 1984.

### Entrenador
| Periodo   | Club                                     |
| --------- | ---------------------------------------- |
| 1985–1987 | CS Jiul Petroșani (jugador-entrenador)   |
| 1988      | Autobuzul București (jugador-entrenador) |
| 1988–1989 | FC UTA Arad (jugador-entrenador)         |
| 1989      | FC Rapid București (jugador-entrenador)  |
| 1990–1991 | FC Dinamo București                      |
| 1991–1992 | Poiana Câmpina (jugador-entrenador)      |
| 1992–1993 | Dacia Unirea Brăila                      |
| 1993–1997 | Samsunspor                               |
| 1997–1998 | Kayserispor                              |
| 1998–1999 | Adanaspor                                |
| 1999–2000 | Ankaragücü                               |
| 2001      | FC Sportul Studențesc                    |
| 2001–2002 | FC Astra Ploiești                        |
| 2002–2003 | Gaziantepspor                            |
| 2003      | FC Politehnica Timișoara                 |
| 2003      | Samsunspor                               |
| 2003–2004 | FC Petrolul Ploiești                     |
| 2004      | FC Politehnica Timișoara                 |
| 2005      | CS Jiul Petroșani                        |
| 2005      | FC Brașov                                |
| 2006–2007 | FC Sportul Studențesc                    |
| 2006      | FC Vaslui                                |
| 2007      | Kahramanmaraşspor                        |
| 2007      | FC Universitatea Cluj                    |
| 2008      | FC Dinamo București                      |
| 2009      | AFC Progresul București                  |
| 2009–2010 | FC Ceahlăul Piatra Neamț                 |
| 2010      | Al Taawoun FC                            |
| 2011      | FC Sportul Studențesc                    |
| 2012      | FC Delta Tulcea                          |
| 2012      | FC Petrolul Ploiești                     |
| 2012      | FC Astra Giurgiu                         |
| 2013      | CS Gaz Metan Mediaș                      |
| 2013      | FC Dinamo București                      |
| 2014      | FC Petrolul Ploiești                     |
| 2015      | Ettifaq FC                               |
| 2015–2016 | FC Voluntari                             |
| 2016–2017 | CS Universitatea Craiova                 |
| 2018      | FC Astra Giurgiu                         |
| 2019      | FC Petrolul Ploiești                     |
| 2020-2021 | FC Dinamo București                      |

## Vida personal
Su hijo Cătălin Mulțescu jugó de guardameta en varios equipos de la Liga I y Liga II y al retirarse como futbolista pasó a ser entrenador de porteros.

## Logros

### Jugador
- Divizia A: 1981–82, 1982–83, 1983–84
- Divizia B: 1985–86
- Cupa României: 1973–74, 1981–82, 1983–84
- Universiadas: 1974

### Entrenador
- Divizia B: 1985–86[3]
- Balkans Cup: 1993–94[5]